# Murashige Junichiro
Junichiro Murashige (sinh ngày 1 tháng 6 năm 1973) là một cầu thủ bóng đá người Nhật Bản.

## Sự nghiệp câu lạc bộ
Junichiro Murashige đã từng chơi cho Yokohama Marinos.